# Gozdowo (województwo zachodniopomorskie)
Gozdowo (niem. Postbaum Försterei) – nieistniejąca miejscowość w Polsce położona w województwie zachodniopomorskim, w powiecie stargardzkim, w gminie Stargard, 8,5 km na północny zachód od Stargardu.  Wchodziła w skład sołectwa Grzędzice.